# Semaj Christon
Semaj Christon (ur. 1 listopada 1992 w Cincinnati) – amerykański koszykarz, występujący na pozycji rozgrywającego, obecnie zawodnik Tofaşu Bursa.
14 października 2017 został zwolniony przez zespół Oklahomy City Thunder.
27 stycznia 2020 dołączył do hiszpańskiego Kirolbetu Baskonia Vitoria. 22 lipca został zawodnikiem tureckiego Tofaşu Bursa.

## Osiągnięcia
Stan na 23 lipca 2020, na podstawie, o ile nie zaznaczono inaczej.
NCAA
- Uczestnik turnieju NCAA (2014)
- Debiutant roku konferencji Atlantic 10 (2013)[5]
- Zaliczony do:
  - I składu:
    - Big East (2014)
    - debiutantów Atlantic 10 (2013)
    - turnieju:
      - Big East (2014)
      - Anaheim Classic (2013)

  - II składu Atlantic 10 (2013)

Drużynowe
- Mistrz Hiszpanii (2020)

Indywidualne
- Zaliczony do:
  - III składu debiutantów D-League (2015)
  - składu NBA D-League Showcase Honorable Mention (2015)
- Uczestnik meczu gwiazd D-League (2015)

Reprezentacja
- Uczestnik amerykańskich kwalifikacji do mistrzostw świata (2017 – 2. miejsce)